# Ričardas Beniušis
Ričardas Beniušis (Panevėžys, 23 aprile 1980) è un calciatore lituano, di ruolo attaccante.

## Carriera

### Club
Beniušis cominciò la carriera con la maglia dell'Inkaras Kaunas, per giocare poi con i russi del Baltika Kaliningrad e del Kryl'ja Sovetov-2. Tornò poi all'Inkaras Kaunas e passò successivamente ai norvegesi dello Start. Esordì nella Tippeligaen il 14 aprile 2002, quando fu titolare nel pareggio casalingo per 1-1 contro lo Stabæk, partita in cui fornì l'assist per la rete di Kimmo Tauriainen. Il 16 maggio segnò l'unica rete in campionato con questa maglia, nella sconfitta per 4-2 contro il Rosenborg.
Terminata questa esperienza, tornò all'Inkaras Kaunas. Giocò poi per l'Atletas Kaunas e lo FBK Kaunas, che lo cedette in prestito agli scozzesi degli Hearts. Il debuttò nella Scottish Premier League fu datato 6 agosto 2007, quando fu titolare nella sconfitta casalinga per 0-1 contro lo Hibernian.
Terminato questo prestito, fu ceduto con la stessa formula ai lettoni del Metalurgs Liepāja. Militò poi per gli slovacchi del Dunajská Streda ed in seguito tornò in patria, per vestire la maglia del Sūduva. Dopo un'esperienza in Israele, con lo Hapoel Ra'anana, tornò a giocare al Sūduva.

### Nazionale
Beniušis conta 31 presenze per la Lituania, con 3 reti all'attivo.

## Palmarès

### Club

#### Competizioni nazionali
- Campionato lituano: 4

FBK Kaunas: 2003, 2004, 2006, 2007
- Coppa di Lituania: 3

FBK Kaunas: 2004, 2005
Sūduva: 2008-2009
- Supercoppa di Lituania: 2

FBK Kaunas: 2004, 2007